# Veľký Kýr
Veľký Kýr este o comună slovacă, aflată în districtul Nové Zámky din regiunea Nitra. Localitatea se află la altitudinea de 127 m deasupra n.m., se întinde pe o suprafață de 23,64 km2 și în 2017 număra 2.999 de locuitori.

## Istoric
Localitatea Veľký Kýr este atestată documentar din 1113.

## Demografie
| An:                | 1994 | 2004   | 2014   | 2024   |
| ------------------ | ---- | ------ | ------ | ------ |
| Număr de persoane: | 3347 | 3092   | 3017   | 2931   |
| Diferență:         |      | −7,61% | −2,42% | −2,85% |

| An:                | 2023 | 2024   |
| ------------------ | ---- | ------ |
| Număr de persoane: | 2963 | 2931   |
| Diferență:         |      | −1,07% |